# X-chromosomale Suszeptibilität für Mykobakteriosen
Die X-chromosomale Suszeptibilität für Mykobakteriosen ist eine sehr seltenes angeborenes Immundefekt-Syndrom, eine X-chromosomal vererbte Mendelsche Anfälligkeit für Erkrankungen durch Mykobakterien und führt zu einer Dysgammaglobulinämie. Hauptmerkmal sind Infektionen durch Mykobakterien bei männlichen Personen.
Synonyme sind: XR-MSMD; MSMD, X-chromosomal;Mendelsche Anfälligkeit für Krankheiten durch Mykobakterien, X-chromosomal
Die Erstbeschreibung stammt aus dem Jahre 2004 durch die US-amerikanischen Ärzte  Jordan S. Orange und Mitarbeiter.

## Verbreitung
Die Häufigkeit wird mit unter 1 zu 1.000.000 angegeben, bislang wurde über 13 Betroffene berichtet, die Vererbung erfolgt X-chromosomal rezessiv.

## Ursache
Je nach zugrunde liegender hemizygoter Mutation können zwei Formen unterschieden werden:
- Mutationen im IKBKG (NEMO)-Gen auf dem X-Chromosom Genort q28, welches für die Kinase gamma des NF-κB Inhibitors kodiert mit Defekten in der T-Zell-abhängigen Interleukin-12-Produktion und indirekt von Interferon-γ.[3][4]

Mutationen in diesem Gen finden sich auch bei der Incontinentia pigmenti und dem OLEDAID-Syndrom.
- Mutationen im CYBB-Gen auf dem X-Chromosom an p21.1-p11.4, das für die gp91-phox-Untereinheit der NADPH-Oxidase in Phagozyten kodiert.[5][6]

Mutationen in diesem Gen finden sich auch bei der Septischen Granulomatose.

## Klinische Erscheinungen
Klinische Kriterien sind:
- Manifestation im Kleinkindes- bis Jugendalter
- nur das männliche Geschlecht betroffene
- bei IKBKG-Mutationen Infektionen mit Mycobacterium avium, Mycobacterium bovis, BCG und Mycobacterium tuberculosis
- bei CYBB-Mangel disseminierte tuberkulöse Mykobakteriose
- ansonsten gesunde Patienten

## Diagnose
Die Diagnose ergibt sich aus der medizinischen Labordiagnostik mit Bestimmung der IFN-gamma-, IL-12p40- und IL-12p70-Spiegel im ELISA nach Vollblut-Aktivierung.  Bei einer IKBKG-Mutation finden sich niedrige Interferon-γ-Werte, bei einer IKBKG-Mutation ist die NADPH-Aktivität in vitro in Makrophagen und B-Zellen erniedrigt. Die genetische Ursache muss durch humangenetische Untersuchung für einen genauen Behandlungsplan gesichert werden.

## Differentialdiagnostik
Abzugrenzen sind Septische Granulomatose, andere durch IKBKG-Mutationen verursachte Erkrankungen wie EDA mit Immundefekt (Ectodermal dysplasia, hypohidrotic, with immune deficiency),  Incontinentia pigmenti und OLEDAID-Syndrom sowie die anderen Formen der Mendelschen Anfälligkeit für Erkrankungen durch Mykobakterien.

## Therapie
Die Behandlung besteht in Gabe von Interferon-γ, Antibiotika und dem Vermeiden einer BCG-Impfung.

## Prognose
Die Aussichten ist gut.